# John Blashford-Snell
John Nicholas Blashford-Snell, CBE (* 22. Oktober 1936 in Hereford, England) ist ein früherer Offizier der British Army, der als Forschungsreisender und Autor bekannt wurde. Er gründete Operation Raleigh und die Scientific Exploration Society.

## Leben
Blashford-Snell ist der Sohn des Reverend Leland John Blashford-Snell und Gwendoline Ives Sadler. Er wuchs in Herefordshire und Jersey auf und studierte an der Royal Military Academy Sandhurst. Er trat 1957 als Offizier in die Dienste der Royal Engineers der British Army. Nach langen Dienstjahren ging er 1991 als Oberst in den Ruhestand.
Neben seiner militärischen Karriere erarbeitete er sich einen Ruf als Forschungsreisender und Autor. Seiner Great Abbai Expedition gelang 1968 die erste vollständige Durchquerung des Blauen Nil. Auf Bitten von Kaiser Haile Selassie stellte er ein Team von 60 britischen und äthiopischen Soldaten und Wissenschaftlern zusammen und ließ speziell konstruierte Boote bauen, mit denen seine Expedition den Blauen Nil in zwei Abschnitten bis zur sudanesischen Grenze durchfuhr. 1969 gründete Blashford-Snell die Scientific Exploration Society. Für die Durchfahrung des Kongo (1974 bis 1975) erhielt er die Segrave Trophy des Royal Automobile Club und die Livingstone Medaille der Royal Scottish Geographical Society.
Blashford-Snell und Prince Charles (als Schirmherr) starteten 1978 die Operation Drake, eine Weltumseglung mit einem multinationalen Team von Jugendlichen an Bord des Segelschiffs Eye of the Wind. Der Nachfolger war die Operation Raleigh, die sich der nachhaltigen Entwicklung in Ländern Südamerikas, Afrikas und Asien verschrieben hat. 1993 erhielt Blashford-Snell die Patron's Gold Medal der Royal Geographical Society.

## Werke
- In the Steps of Stanley, London, Hutchinson 1975. ISBN 0-09-125080-3
- Expeditions: the Experts’ way, John Blashford-Snell und Alistair Ballantine (Hrsg.) London, Faber 1977. ISBN 0-571-11116-5
- A taste for adventure, London, Hutchinson 1978. ISBN 0-09-136010-2
- In the wake of Drake, John Blashford-Snell und Michael Cable. London, W.H. Allen, 1980. ISBN 0-352-30750-1
- Operation Drake London, W.H. Allen, 1981. ISBN 0-491-02965-9
- The expedition organiser’s guide, John Blashford-Snell und Richard Snailham. Scientific Exploration Society. London, Daily Telegraph, 1982.
- Mysteries: encounter with the unexplained. London, Bodley Head 1983. ISBN 0-370-30479-9
- Operation Raleigh: the start of an adventure London, Collins, 1987. ISBN 0-00-217624-6
- Something lost behind the ranges: the autobiography of John Blashford-Snell. London, HarperCollins, 1994. ISBN 0-00-255034-2
- Mammoth hunt: in search of the giant elephants of Nepal, John Blashford-Snell und Rula Lenska. London, HarperCollins, 1996. ISBN 0-00-255672-3
- Kota Mama: retracing the lost trade routes of ancient South American peoples, John Blashford-Snell und Richard Snailham. London, Headline, 2000. ISBN 0-7472-2281-9
- East to the Amazon: in search of Great Paititi and the trade routes of the ancients, John Blashford-Snell und Richard Snailham. London, John Murray 2002. ISBN 0-7195-6032-2